# Xide
Xide (en chino, 喜德; pinyin, Xǐdé, en nuosu, ꑝꅇ; romanizado, xit ddop) es un condado bajo la administración directa de la Prefectura Liangshan. Se ubica en la provincia de Sichuan, centro-sur de la República Popular China. Su área es de 2204 km² y su población total para 2010 superó los 160 mil habitantes.

## Administración
Desde octubre de 2022, el Condado Xide se divide en 13 pueblos que se administran en 7 poblados y 6 villas.

## Toponimia
El topónimo Xide [/Xi-də/] es la transliteración china de su nombre nuosu  ' xit ddop ' que significa  'fabrica de armaduras'.